# NEWS 10th Anniversary in Tokyo Dome
『NEWS 10th Anniversary in Tokyo Dome』（ニュース テンス アニバーサリー イン トウキョウドーム）は、NEWSの7枚目のライブビデオ。2014年3月19日にジャニーズ・エンタテイメントから発売された。

## 概要
2013年9月7日に東京ドームで開催されたデビュー10周年記念コンサートの模様を収録している。
週間2位となり、NEWSの作品及びDVDで初めて首位を逃した。
一方、Blu-ray Discは初週3.0万枚を売り上げ、2014年3/31付オリコン週間BDランキングで自身初の総合首位を獲得した。

## 収録曲
※が4人体制初披露。

### Disc 1
1. 〜compass〜
2. WORLD QUEST
3. チャンカパーナ
4. 4＋FAN
5. 渚のお姉サマー
6. 恋祭り
7. フルスイング
8. Good News! ※
9. NEWSニッポン
10. 希望〜Yell〜
11. 太陽のナミダ
12. ポコポンペコーリャ
13. エンドレス・サマー
14. Greedier
15. Remedy - 増田貴久
16. SHOCK ME 2013※
17. BE FUNKY!
18. Beautiful Rain - 小山慶一郎
19. 2人/130000000の奇跡
20. SUMMER TIME
21. チェリッシュ
22. Dreamcatcher - 加藤シゲアキ
23. Lovin'U - 手越祐也
24. 2nd Opening
25. Liar ※
26. ベサメ・ムーチョ〜狂おしいボレロ〜
27. Dance in the dark
28. Fighting Man
29. 紅く燃ゆる太陽
30. TEPPEN
31. サヤエンドウ
32. 裸足のシンデレラボーイ
33. 星をめざして
34. さくらガール
35. 恋のABO
36. weeeek
37. HIGHER GROUND

### Disc 2
1. CRY
2. Happy Birthday
3. 4＋FAN
4. 恋祭り
5. 愛言葉〜てをひいて〜

### Disc 3
1. 続・Jからの手紙 2013全国ツアーのご褒美旅行